# Stefano D'Arrigo
Fortunato Stefano D'Arrigo (Alì Terme, 15 ottobre 1919 – Roma, 2 maggio 1992) è stato uno scrittore, poeta e critico d'arte italiano.

## Biografia
Nacque a Alì Terme, in provincia di Messina, il 15 ottobre 1919. Dopo aver studiato a Milazzo e completato gli studi a Messina, dove si laureò con una tesi su Friedrich Hölderlin, si trasferì a Roma per collaborare a giornali e riviste come critico d'arte. Nella capitale frequentò pittori e scultori e scrisse i primi versi.
La sua raccolta di poesie Codice siciliano, pubblicata da Scheiwiller nel 1957, fu riproposta con poche aggiunte da Mondadori nel 1978.
Il grosso della sua attività di scrittore infatti è nel suo romanzo più importante, Horcynus Orca, la cui incubazione durò dal 1957 fino al 1975: un vero e proprio caso letterario di cui si parlò a proposito e a sproposito, anche per via di qualche capitolo uscito su riviste e per il lancio pubblicitario della Mondadori quando finalmente si stampò la prima edizione.
Il libro, di ben 1257 pagine, narra le vicende di 'Ndrja Cambrìa, marinaio della Regia Marina che ritorna, dopo il Proclama Badoglio dell'8 settembre 1943 a Cariddi suo paese natale sulle rive dello Stretto di Messina, scenario magnifico e allo stesso tempo tremendo di tutto il racconto.
All'uscita vendette subito 80 000 copie (più altre 25.000 dell'edizione economica successiva, e 20.000 di una nuova edizione economica) ottenendo attenzione dai maggiori critici e da diversi colleghi scrittori dell'epoca, come Mario Grasso, Giacomo Debenedetti, Maria Corti, Ignazio Baldelli, Gianfranco Contini, Claudio Magris, Vittorio Sereni, Geno Pampaloni, Pier Paolo Pasolini, Giorgio Caproni, Giovanni Raboni, Luigi Malerba, Vincenzo Consolo, Primo Levi, Giuseppe Pontiggia o Alfredo Giuliani.
Horcynus Orca è un'opera complessa e raffinata costruita con un linguaggio nuovo che ha le radici nell'antica lingua siciliana e affronta il mito del nostos, il ritorno a casa dell'eroe errante presente nella letteratura dalle origini fino al mondo contemporaneo, dalla primigenia Odissea di Omero alla sua "continuazione" in Ulisse di James Joyce, ma con in più un'attenzione alla cultura e alla letteratura del mare (vale a dire a Melville, Conrad, Stevenson o Hemingway – ovviamente soprattutto Il vecchio e il mare – ma anche al nostro Raffaello Brignetti, per esempio) che portarono alcuni scienziati alla proposta per l'autore di una laurea honoris causa in oceanografia.
Il titolo, durante la lunga gestazione, che ha compreso due impaginazioni e lunghissime correzioni di bozze, è passato da La testa del delfino a I fatti della fera a quello definitivo. Di fatto anche la prima versione è disponibile ai lettori con il titolo precedente appunto de I fatti della fera, versione più breve e però più ricca di sicilianismi poi eliminati (alcune pagine della quale uscirono anche come I giorni della fera, presso Einaudi, nel 1960).
Il secondo romanzo di D'Arrigo è Cima delle nobildonne, pubblicato a notevole distanza dal primo, nel 1985. Qui lo scrittore cambia completamente scena e atmosfera, rinuncia allo sperimentalismo linguistico e affronta, con lingua più tagliente e diretta, il tema della medicina, in ospedali e laboratori di ricerca dove un ermafrodito bellissimo, amato dall'emiro di Kuneor, viene trasformato definitivamente in donna, e ci si confronta davanti ai temi eterni della vita e della morte.
La statura dello scrittore e il valore che il romanzo Horcynus Orca ha nel panorama della letteratura non solo italiana (sebbene di difficilissima traduzione in altre lingue) non consentono una trattazione sintetica e banale e non si può che consigliare la sua scoperta o riscoperta attraverso la lettura diretta, dato che il romanzo è nuovamente reperibile da Rizzoli, nelle opere in 4 volumi curate da Walter Pedullà.
Per la sua figura di uomo e di scrittore furono importanti la relazione con la moglie Jutta Bruto e i rapporti di amicizia con vari artisti e intellettuali, tra cui il conterraneo Renato Guttuso. 
D'Arrigo scrisse anche Il compratore di anime morte. Da “Le anime morte di Nikolaj Gogol", presente nel Fondo D’Arrigo, donato dalla moglie dello scrittore nel 2007 all’Archivio Contemporaneo A. Bonsanti. Si tratta di una sceneggiatura teatrale ambientata in Sicilia dal 24 dicembre 1859 all’11 maggio 1860, giorno dello sbarco dei Mille a Marsala. L'opera fu poi pubblicata postuma nel 2024.

## Archivio
Il fondo di Stefano D'Arrigo è stato donato, nel 1985 all'Archivio contemporaneo Alessandro Bonsanti del Gabinetto scientifico letterario G. P. Vieusseux, di Firenze, dallo scrittore che ha consegnato materiali relativi al romanzo "Horcynus Orca". Nel gennaio 2007 ha fatto seguito un'ulteriore integrazione, grazie a Jutta D'Arrigo che ha donato un altro consistente nucleo di materiali. Della prima donazione è stato redatto un elenco sommario eseguito da Giorgio Zampa, allora conservatore dell'archivio contemporaneo. Un elenco di consistenza è disponibile anche per l'integrazione del 2007.  Insieme alla documentazione archivistica si trova materiale bibliografico sciolto.

## Opere

### Poesie
- Codice siciliano, Milano, All'insegna Del Pesce D'oro, 1957; Milano, A. Mondadori, 1978; Messina, Mesogea, 2016.

### Romanzi
- I giorni della fera, in "Il Menabò", n. 3, 1960; I fatti della fera, Milano, Rizzoli, 2000. ISBN 88-17-66981-4.
- Horcynus Orca, Milano, A. Mondadori, 1975.
- Cima delle nobildonne, Milano, A. Mondadori, 1985. Premio Procida-Isola di Arturo-Elsa Morante 1986[3], Premio Brancati 1986[4]
- I fatti della fera, a cura di A. Cedola e S. Sgavicchia, introduzione di W. Pedullà, Rizzoli, 2000 (BUR, 2004)
- Il compratore di anime morte, Rizzoli, Milano 2024, ISBN 9788817174206, a cura di Siriana Sgavicchia.

## Filmografia
- Accattone di Pier Paolo Pasolini (nel ruolo del giudice istruttore).